# Macrognathus
Macrognathus – rodzaj ryb z rodziny długonosowatych (Synbranchidae).
Występują na terenach Azji Południowej i Południowo-Wschodniej, gdzie dorastają do 20–25 cm długości.
Niektóre z tych gatunków są popularnymi rybami akwariowymi.

## Klasyfikacja
Gatunki zaliczane do tego rodzaju:
| - Macrognathus aculeatus – węgorzyk ciernisty, długonos ciernisty - Macrognathus aral - Macrognathus aureus - Macrognathus caudiocellatus - Macrognathus circumcinctus - Macrognathus dorsiocellatus - Macrognathus guentheri - Macrognathus keithi - Macrognathus lineatomaculatus - Macrognathus maculatus | - Macrognathus meklongensis - Macrognathus morehensis - Macrognathus obscurus - Macrognathus pancalus - Macrognathus pavo - Macrognathus pentophthalmos - Macrognathus semiocellatus - Macrognathus siamensis - Macrognathus tapirus - Macrognathus zebrinus |

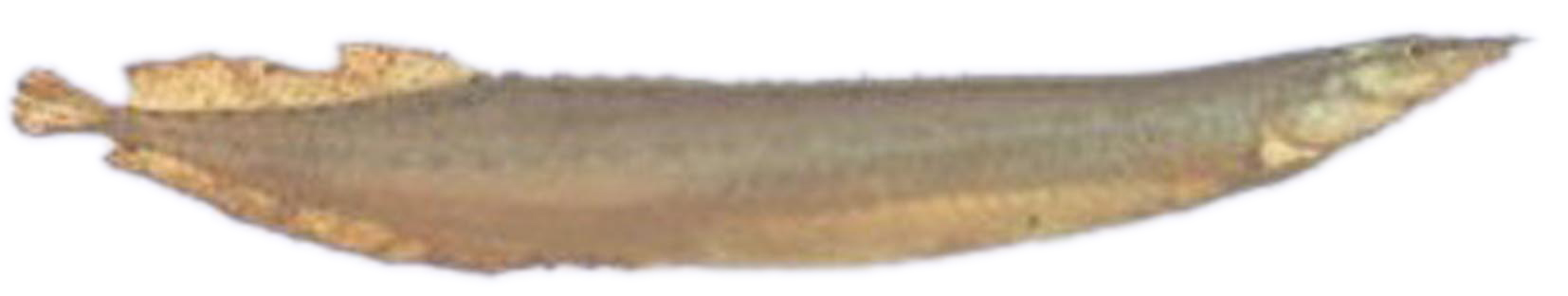
Macrognathus aral
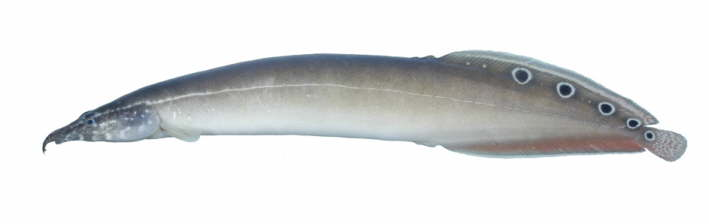
Macrognathus siamensis
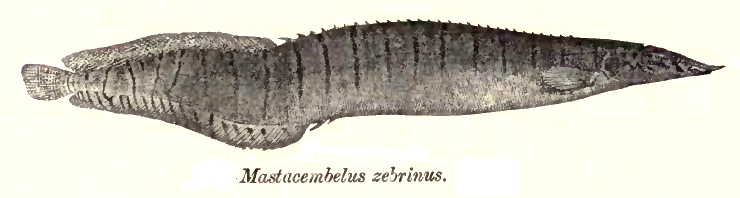
Macrognathus zebrinus